# Puig Bernat (Olesa de Bonesvalls)
El Puig Bernat és una muntanya de 612 metres que es troba entre els municipis d'Olesa de Bonesvalls, a la comarca de l'Alt Penedès i de Vallirana, a la comarca del Baix Llobregat.